# Violences sur la ville
Pour plus de détails, voir Fiche technique et Distribution.
Violences sur la ville (Over the Edge) est un film américain réalisé par Jonathan Kaplan en 1979.

## Synopsis
Dans une petite ville du Colorado, une bande d'adolescents livrés à eux-mêmes s'enfoncent peu à peu dans la délinquance et les substances illicites. Jusqu'au jour où le pire arrive...

## Fiche technique
- Titre français : Violences sur la ville
- Titre original : Over the Edge
- Réalisation : Jonathan Kaplan
- Scénario : Charles S. Haas (en) & Tim Hunter
- Musique : Sol Kaplan
- Photographie : Andrew Davis
- Montage : Robert Barrere
- Production : George Litto
- Société de production et de distribution : Orion Pictures
- Pays de production :  États-Unis
- Langue : Anglais
- Format : Couleur - Mono - 35 mm - 1.85:1
- Genre : Drame
- Durée : 90 min
- Dates de sortie :
  - États-Unis : 18 mai 1979
  - France : 12 mars 1980

## Distribution
- Michael Eric Kramer (VF : Vincent Ropion) : Carl Willat
- Pamela Ludwig (VF : Séverine Morisot) : Cory
- Andy Romano (VF : Claude Giraud) : Fred Willat
- Matt Dillon : Richard 'Richie' White
- Harry Northup (VF : Jacques Thébault) : Le sergent Ed Doberman
- Ellen Geer (VF : Nicole Favart) : Sandra Willat
- Richard Jamison (VF : Richard Darbois) : Jerry Cole
- Vincent Spano : Mark
- Tom Fergus : Claude Zachary
- Julia Pomeroy (VF : Francine Lainé) : Julia
- Kim Kliner : Abby
- Lane Smith (VF : Sady Rebbot) : Roy Sloan
- Tiger Thompson : Johnny
- Eric Lalich : Tip
- Brian Parker (VF : Béatrice Bruno) : Alan
- Gary Tessler (VF : Bernard Murat) : le professeur de sciences
- Laura Brew-Studer (VF : Martine Messager) : la mère de Richie